# Венценосный лемур
Венценосный лемур, или венценосный мангустовый лемур (лат. Eulemur coronatus) — примат из семейства лемуровых. Эндемик Мадагаскара.

## Описание
Этот вид лемуров имеет тёмную отметину на макушке, что и дало ему название. Мех самок серый, цвет макушки близок к оранжевому, самцы темнее, макушка чёрная и оранжевая. Хвост длинный, используется для баланса при прыжках с ветки на ветку. Длина от 31 до 36 см, вес около 2 кг. Длина хвоста составляет от 42 до 51 см. Разделяют среду обитания с близким видом — лемуром Санфорда, отличаясь от последнего по цвету.
Активен преимущественно днём, однако иногда кормится и ночью. Образует группы, возглавляемые самкой-вожаком. Беременность длится около 125 дней. Приплод обычно в конце сентября или начале октября. Продолжительность жизни около 20 лет, половая зрелость наступает в возрасте 20 месяцев. Рацион состоит из цветов, фруктов и листвы.

## Распространение
Распространён исключительно на севере Мадагаскара от реки Махавави и дальше не север. На востоке ареал ограничен рекой Манамбату. Встречаются на высоте до 1400 метров над уровнем моря.
Популяция оценивается 1000—10000 особей, большинство из которых живёт на плато Анкарана, другая популяция живёт на самой северной оконечности острова.